# F31 (Paralympics)
F31 ist eine Startklasse der paralympischen Sportarten für Sportler in der Leichtathletik. Die Zugehörigkeit von Sportlern zur Startklasse ist wie folgt skizziert:
„Beeinträchtigung der Koordination (Hypertonus, Ataxie und Athetose). Schwerste Beeinträchtigung aller vier Extremitäten und des Rumpfs. Fortbewegung im manuellen Rollstuhl nicht möglich.“
Die Klasseneinteilung kennzeichnet den wettbewerbsrelevanten Grad der funktionellen Behinderung eines Sportlers. Leichtathleten in den Klassen T33 - T38 und F31 - F38 gehören zu den „Koordinationsbeeinträchtigungen (Hypertonus, Ataxie, Athetose, Cerebralparese, Schlaganfall,  Schädel-Hirn-Trauma und Gleichgestellte)“. Niedrige Klassenziffern zeigen einen höheren Grad der Beeinträchtigung an als hohe Klassenziffern. Sportler mit den Klassenziffern 31–34 starten sitzend (Rollstuhl), Sportler mit den Klassenziffern 35–38 stehend.
- F31: Startklasse für Wurfdisziplinen in der Leichtathletik, in denen die Beine im Rollstuhl fixiert sind,
- es wird sitzend gestartet.